# Carla Pallone
Carla Pallone, née en 1982 à Nantes, est une musicienne multi-instrumentiste et compositrice française du groupe Mansfield.TYA et Vacarme.

## Biographie
Carla Pallone a fait des études de musicologie. Elle joue du violon, du piano/synthétiseur, de la batterie (notamment tambour), de la guitare électrique et de l'harmonium indien. Elle est aussi chanteuse.
Elle compose des décors sonores délicats dans les tons minimalistes et néoclassiques pour le cinéma, mais également pour le spectacle vivant et ses groupes de musique. Elle est aussi autrice.
Elle rencontre Julia Lanoë en 2002 à Nantes avec qui elle crée le groupe Mansfield.TYA. Le groupe se sépare en 2022 après un dernier concert donné le 1er novembre 2022 à l'Olympia,,,. Le groupe joue initialement une musique progressive qui sort du rock, avec un important côté punk et sombre qui prend ensuite un tournant électronique aux mélodies new-wave.
Depuis 2013, elle joue dans le groupe Vacarme avec la violoniste Christelle Lassort et le violoncelliste Gaspar Claus. Le Printemps de Bourges leur confie la création 2013 du festival de musique. Ils créent ainsi au théâtre Jacques-Cœur trois concerts uniques avec les artistes Barbara Carlotti, Youssoupha et Rover.

## Prix et récompenses
- 2021 : Coup de Cœur chanson francophone de l'Académie Charles Cros pour l'album Monument Ordinaire, remis lors du Printival Boby Lapointe le 23 avril 2021[10].

## Discographie

### Groupe Mansfield.TYA (2002-2022)

#### Album, remix et live
- 2005 : June
- 2009 : Seules au bout de 23 secondes
- 2011 : Nyx
- 2015 : Corpo Inferno
- 2021 : Monument Ordinaire
- 2022 : Twenty Years After

### Groupe Vacarme
- 2018 : Vacarme, label Les Disques du festival permanent[8]

### Cinéma
- 2023 : Grand Ciel d'Akihiro Hata
- 2023 : Midgnight Skin de Manolis Mavris, présenté lors de la Semaine de la Critique

- 2020-2023 : Antoine, the fortunate de Nefin Dinç (documentaire de 52′)
- 2022 : Libre Garance ! de Lisa Diaz (96′) avec Azou Gardahaut-Petiteau, Lolita Chamah, Laetitia Dosch et Grégory Montel, présenté au festival de Cannes en 2022
- 2022 : Dans ta cabane il y a de Vincent Pouplard (documentaire)
- 2022 : Trois grains de gros sel d’Ingrid Chikhaoui (court-métrage de 17′) avec Manue Fleytoux, Ambre Julliat, Eowyn Personne et Laurence Huby
- 2021-2022 : L’enfant et les voix graves de Vincent Pouplard (52′)
- 2018-2019 : La fille au bracelet de Stéphane Demoustier (96′) avec Melissa Guers, Roschdy Zem, Anaïs Demoustier et Chiara Mastroianni
- 2019 : Ce n'est qu'après de Vincent Pouplard (court-métrage de 30')
- 2017 : Impatientes de Vincent Pouplard (court-métrage)
- 2016 : Pas comme des loups de Vincent Pouplard (documentaire de 59′)
- 2015 : Yaadikoone de Marc Picavez (court-métrage de 30')
- 2015 : La mer est mon royaume de Marc Picavez (documentaire)
- 2014 : Sun is sad de Vincent Pouplard (court-métrage)

### Théâtre
- 2024 : Phèdre, mise en scène de Matthieu Cruciani à la Comédie de Colmar[2]

- 2020-2021 : La Nuit juste avant les forêts, texte de Bernard-Marie Koltès, mise en scène de Matthieu Cruciani, distribution de Jean-Christophe Folly, décor de Nicolas Marie, costumes de Marie La Rocca, lumière de Kelig Lebars
- 2019-2021 : Winter is coming, texte et mise en scène de Guillaume Lavenant, distribution de Philippe Bodet, Maxime Bonnin, Bertrand Cauchois, Gaëlle Clérivet, Florence Gérondeau, scénographie de Lise Abbadie, costumes de Cristina Barrios, lumière de Julien Jaunet, vidéo de Vincent Pouplard
- 2019 : Sous une pluie d’été avec la Compagnie Syllabe
- 2014 : Pas un poisson dans un bocal avec la Compagnie Syllabe
- 2012 : On n’a pas fini de tourner en rond avec la Compagnie Syllabe

### Podcast
- The Retrievals, en production avec The New York Times[11]